# Division 1 2000-01
La Division 1 2000-2001 fue la 61.ª temporada del fútbol francés profesional. Nantes resultó campeón, con 68 puntos, obteniendo su octavo título.

## Equipos participantes
| - Auxerre - Bastia - Bordeaux - Guingamp - RC Lens - Lille - Olympique Lyonnais - Olympique de Marseille - FC Metz |  | - AS Monaco FC - FC Nantes Atlantique - Paris Saint-Germain FC - Stade Rennais FC - AS Saint-Étienne - Sedan - RC Strasbourg - Toulouse FC - Troyes AC |

## Tabla de posiciones
| Pos. | Equipo                    | Pts. | PJ | G  | E  | P  | GF | GC | Dif. | Clasificación o descenso                                    |
| ---- | ------------------------- | ---- | -- | -- | -- | -- | -- | -- | ---- | ----------------------------------------------------------- |
| 1    | Nantes Atlantique (C)     | 68   | 34 | 21 | 5  | 8  | 58 | 36 | +22  | Fase de grupos de la Liga de Campeones                      |
| 2    | Olympique de Lyon         | 64   | 34 | 17 | 13 | 4  | 57 | 30 | +27  | Fase de grupos de la Liga de Campeones                      |
| 3    | Lille                     | 59   | 34 | 16 | 11 | 7  | 43 | 27 | +16  | Tercera ronda clasificatoria de la Liga de Campeones        |
| 4    | Girondins de Burdeos      | 57   | 34 | 15 | 12 | 7  | 48 | 33 | +15  | Primera ronda de la Copa de la UEFA                         |
| 5    | Sedan Ardennes            | 52   | 34 | 14 | 10 | 10 | 47 | 40 | +7   | Primera ronda de la Copa de la UEFA                         |
| 6    | Stade Rennes              | 50   | 34 | 15 | 5  | 14 | 46 | 37 | +9   | Tercera ronda de la Copa Intertoto                          |
| 7    | Troyes                    | 46   | 34 | 11 | 13 | 10 | 45 | 47 | −2   | Segunda ronda de la Copa Intertoto                          |
| 8    | Bastia                    | 45   | 34 | 13 | 6  | 15 | 45 | 41 | +4   | Segunda ronda de la Copa Intertoto                          |
| 9    | París Saint-Germain       | 44   | 34 | 12 | 8  | 14 | 44 | 45 | −1   | Segunda ronda de la Copa Intertoto                          |
| 10   | EA Guingamp               | 44   | 34 | 11 | 11 | 12 | 40 | 48 | −8   |                                                             |
| 11   | Mónaco                    | 43   | 34 | 12 | 7  | 15 | 53 | 50 | +3   |                                                             |
| 12   | Metz                      | 42   | 34 | 11 | 9  | 14 | 35 | 44 | −9   |                                                             |
| 13   | Auxerre                   | 41   | 34 | 11 | 8  | 15 | 31 | 41 | −10  |                                                             |
| 14   | Lens                      | 40   | 34 | 9  | 13 | 12 | 37 | 39 | −2   |                                                             |
| 15   | Olympique de Marsella     | 40   | 34 | 11 | 7  | 16 | 31 | 40 | −9   |                                                             |
| 16   | Toulouse (D)              | 37   | 34 | 9  | 10 | 15 | 34 | 49 | −15  | Descenso a la Championnat National                          |
| 17   | Saint-Étienne (D)         | 34   | 34 | 8  | 10 | 16 | 42 | 56 | −14  | Descenso de categoría                                       |
| 18   | Racing de Estrasburgo (D) | 29   | 34 | 7  | 8  | 19 | 28 | 61 | −33  | Descenso de categoría y primera ronda de la Copa de la UEFA |

 Fuente: [cita requerida]
Notas:
1. ↑  Toulouse fue descendido administrativamente a la Championnat National por la DNCG debido a problemas financieros.
2. ↑  Racing de Estrasburgo se clasificó para la primera ronda de la Copa de la UEFA 2001-02 al haber ganado la Copa de Francia 2000-01.

Promovidos de la Division 2, que jugarán en la Division 1 2001/02
- - FC Sochaux-Montbéliard : campeón de la Division 2
  - FC Lorient : segundo lugar
  - Montpellier HSC : tercer lugar

## Goleadores
| #  | Jugador             | Nacionalidad   | Club                | Goles |
| -- | ------------------- | -------------- | ------------------- | ----- |
| 1  | Sonny Anderson      | Brasil         | Olympique Lyonnais  | 22    |
| 2  | Pedro Pauleta       | Portugal       | Bordeaux            | 20    |
| 3  | Frédéric Née        | Francia        | SC Bastia           | 16    |
| 4  | Víctor Bonilla      | Colombia       | Toulouse FC         | 15    |
| 5  | Gérald Baticle      | Francia        | FC Metz             | 14    |
| 5  | Laurent Robert      | Francia        | Paris Saint-Germain | 14    |
| 7  | Alex                | Brasil         | AS Saint-Étienne    | 13    |
| 8  | Bruno Rodríguez     | Francia        | EA Guingamp         | 12    |
| 8  | Steve Marlet        | Francia        | Olympique Lyonnais  | 12    |
| 8  | Shabani Nonda       | R.D. del Congo | AS Monaco           | 12    |
| 8  | Olivier Monterrubio | Francia        | FC Nantes           | 12    |
| 8  | Slađan Đukić        | Serbia         | Troyes AC           | 12    |
| 13 | Stéphane Guivarc'h  | Francia        | AJ Auxerre          | 11    |
| 13 | Viorel Moldovan     | Rumania        | FC Nantes           | 11    |
| 15 | Fabrice Fiorèse     | Francia        | EA Guingamp         | 10    |
| 15 | Pierre-Yves André   | Francia        | SC Bastia           | 10    |
| 15 | Cyril Chapuis       | Francia        | Stade Rennais       | 10    |
| 15 | Cédric Mionnet      | Francia        | CS Sedan-Ardennes   | 10    |
| 15 | Pius Ndiefi         | Camerún        | CS Sedan-Ardennes   | 10    |